# شریف حسین
شریف حسین بن علی هاشمی (به عربی: ٱلْحُسَيْن بِن عَلِي ٱلْهَاشِمِي) مشهور به شریف حسین (۱۸۵۴ – ۴ ژوئن ۱۹۳۱) بزرگِ خاندان هاشمی، از سال ۱۹۰۸ میلادی شریف مکه و پادشاه حجاز بود و بر تمام منطقه استیلا داشت. وی در روز ۲ نوامبر ۱۹۱۶ خود را حاکم همه کشورهای عربی خواند. او سید حسنی نسل سی و هفتم از پیامبر اسلام از طریق حسن بن علی و از خاندان هاشمی بود.
در سال ۱۹۰۸، پس از انقلاب ترک‌های جوان، از سوی سلطان عثمانی عبدالحمید دوم، به عنوان شریف مکه منصوب شد. در سال ۱۹۱۶، با وعده حمایت بریتانیا از استقلال اعراب شورش علیه امپراتوری عثمانی را اعلام کرد و کمیته اتحاد و ترقی را به نقض اصول اسلام با محدود کردن قدرت خلیفه متهم کرد. پس از جنگ جهانی اول، حسین در اعتراض به اعلامیه بالفور و قیمومت بریتانیا و فرانسه بر سوریه، عراق و فلسطین، از قبول معاهده ورسای خودداری کرد. او بعداً از امضای معاهده انگلیس و هاشمی نیز امتناع ورزید و به این ترتیب زمانی که پادشاهی اش توسط ابن سعود مورد حمله قرار گرفت، بریتانیا دیگر از او پشتیبانی نکرد.
در مارس ۱۹۲۴، زمانی که خلافت عثمانی منسوخ شد، حسین خود را «خلیفه همه مسلمانان» معرفی کرد. پسرانش  فیصل و عبدالله در سال ۱۹۲۱ به ترتیب حاکمان عراق و اردن شدند.  پس از اشغال حجاز توسط ارتش آل سعود، در ۲۳ دسامبر ۱۹۲۵، شریف حسین به سعودی‌ها تسلیم شد و پادشاهی حجاز، شریف مکه و خلافت شریفیان به پایان رسید.حسین سپس به قبرس تبعید شد، جایی که بریتانیایی‌ها او را تا بیست روز قبل از مرگش در اسارت نگه داشتند، تا اینکه وضعیت سلامتی‌اش آنقدر وخیم شد که به او اجازه دادند نزد پسرش عبدالله اول اردن به امان بازگرددو در ۴ ژوئن ۱۹۳۱ درگذشت و به عنوان خلیفه در محوطه مسجد الاقصی به خاک سپرده شد.

## پس از جنگ جهانی اول
پس از جنگ، اعراب خود را از قرن‌ها حکومت عثمانی آزاد کردند. پسر حسین، فیصل، پادشاه سوریه بود، اما این پادشاهی کوتاه مدت بود، زیرا خاورمیانه تحت حکومت فرانسه و بریتانیا قرار داشت.
دولت بریتانیا پس از آن فیصل و برادرش عبدالله را پادشاهان عراق و اردن کرد.

## ادعای خلافت مسلمین
پس از فروپاشی امپراتوری عثمانی و حذف استیلای آنان بر جزیره العرب در سالهای اولیه بعد از جنگ اول جهانی، شریف حسین قدرت گرفت. پس از آنکه عنوان «خلیفه مسلمین» توسط آتاترک از ترکیه زدوده شد، در سال ۱۹۲۴ میلادی شریف حسین خود را خلیفهٔ مسلمین خواند.
سپس، در همین سال در پی حمایت کشورهای خارجی از آل سعود، که فرمانروایان منطقه نجد بودند، حکومت شریف حسین اضمحلال یافت. وی به جزیره قبرس تبعید شد و آل سعود قدرت را در دست گرفت.

## سلسله هاشمی
سلسله هاشمی فرزندان شریف حسین محسوب می‌شوند. شریف حسین پس از فروپاشی امپراتوری عثمانی، قدرت زیادی به دست آورد. شریف حسین با انگلیسی‌ها هم پیمان بوده و سرهنگ «لارنس»، معروف به لورنس عربستان، نمایندهٔ دولت انگلیس در دربار شریف حسین بود. پس از پایان یافتن جنگ جهانی اول، سرزمین‌هایی مانند عراق، فلسطین و اردن تحت قیومیت انگلیس قرار گرفت. در این زمان، فرزندان شریف حسین با حمایت انگلیس، دولت‌های جدیدی را در عراق و اردن پایه‌ریزی نموده، حکمرانی را شروع کردند. کشور عراق به فیصل اول و کشور اردن به عبدالله اول که از فرزندان شریف حسین بودند، سپرده شد. پسر ارشد وی، شریف علی، نیز مدتی پادشاه و حکمران حجاز بود.

## ازدواج‌ها و فرزندان
حسین چهار زن داشت، پدر پنج پسر و سه دختر از سه همسرش بود:
- شریفه عابدیه خانم (در استانبول ترکیه، ۱۸۸۸، در آنجا دفن شده)، دختر ارشد عموی پدرش امیر عبدالله کامل پاشا، بزرگ شریف مکه.
- شریفه خدیجه خانم (۱۸۶۶ - امان، اردن، ۴ ژوئیه ۱۹۲۱)، دومین دختر امیر عبدالله کمیل پاشا، بزرگ شریف مکه؛
- عادله خانم (استانبول، ترکیه، ۱۸۷۹ - لارناکا، قبرس، ۱۲ ژوئیه ۱۹۲۹، در آنجا در هاله سلطان، امه حرام، تکه)، دختر صلاح بیگ، یک سیاه‌پوست و نوه مصطفی رشید پاشا، بعدها وزیر بزرگ امپراتوری عثمانی شد.[۱۰]